# Kalló Zsolt
Kalló Zsolt (Győr, 1967. március 6. –)  Liszt Ferenc-díjas magyar hegedűművész, érdemes művész.

## Élete
A győri Liszt Ferenc Zeneiskola növendékeként 6 éves korában kezdett hegedűt tanulni. 1985-ben felvételt nyert a budapesti Liszt Ferenc Zeneakadémiára, Perényi Eszter osztályába.
1987-ben és 1988-ban II. díjat nyert a Zathureczky Ede hegedűversenyen. 1988-89-ben tanulmányait megszakítva a salzburgi Mozarteum hallgatója és tagja a Végh Sándor vezetése alatt álló Camerata Academicának, mellyel a világ számos rangos koncerttermében fellépett.
1990-ben budapesti Zeneakadémián szerezte kitüntetéses hegedűművész diplomáját.
A Sonora Hungarica kamarazenekar és a Dohnányi Ernő szimfonikus zenekar koncertmestere volt 1991-ig. Több hazai rangos kamarazenekarban játszott, így a Concertus Hungaricusban, a Concerto Armonicóban, az Orfeo zenekarban, mellette a Rubin trió tagja, mellyel a Magyar Rádió több felvételt is készített. 1992-től a Capella Savaria koncertmestere és 1999 óta művészeti vezetője, valamint a Szombathelyi Művészeti Szakközépiskola tanára. 1990 óta foglalkozik barokkhegedüléssel.
Számos kamarazenekar koncertmestereként hangversenyezett: Arpeggione, Aura Musicale, Concerto Armonico, Ensemble Philippe, Affetti Musicali, Orfeo zenekar. Európa szinte valamennyi országában, valamint Japánban, Kínában, Tajwanban, Macaoban, Dél-Koreában, Izlandon, Izraelben, az USA-ban, Argentínában, Uruguayban, Kanadában is hangversenyezett.
Szólistaként fellépett a Concerto Budapest, a Dohnányi, a Győri, a Szombathelyi, a Pannon és a Duna Szimfonikusokkal, valamint különböző kamarazenekarokkal. 
Historikus hangszeren a Trio Antiqua (2002) és az Authentic Quartet (2003) alapítója is. Számos rangos nemzetközi fesztivál meghívott művésze, szólistája, televízió-, rádió-felvételek és CD lemezek őrzik fellépéseit.
A Capella Savariával számos CD-t készített, szólistaként Bach, Vivaldi, Haydn, Mozart, Beethoven, Mendelssohn, Schubert hegedűversenyei mellett bemutatott olyan eddig ismeretlen hegedűversenyeket, mint például Michael Haydn, J. Kraus, L. Tomasini vagy G. Ph. Telemann művei.
A Hungaroton gondozásában eddig 13 CD-je jelent meg az Authentic Quartettel, amellyel az eddig kevésbé ismert zeneszerzők remekműveit kutatták és örökítettek meg.
2005-től a Győri Varga Tibor Zeneművészeti Főiskola tanára.
2010-ben DLA Doktori fokozatot kapott.

## Díjak, kitüntetések
- 1987,  II. díj,  Zathureczky Ede hegedűverseny[2]
- 1988,  II. díj,  Zathureczky Ede hegedűverseny[2]
- 2008, Halász Ferenc-díj[1]
- 2012, Vas Megye Önkormányzata Szolgálatáért Kulturális Tagozata[3]
- 2014, Liszt Ferenc-díj[4]
- 2022, Érdemes művész[5]